# Liste der Baudenkmale in Belm
In der Liste der Baudenkmale in Belm sind alle Baudenkmale der niedersächsischen Gemeinde Belm aufgelistet. Die Quelle der Baudenkmale ist der Denkmalatlas Niedersachsen. Der Stand der Liste ist der 5. September 2022.

## Allgemein
In den Spalten befinden sich folgende Informationen:
- Lage: die Adresse des Baudenkmales und die geographischen Koordinaten. Kartenansicht, um Koordinaten zu setzen. In der Kartenansicht sind Baudenkmale ohne Koordinaten mit einem roten Marker dargestellt und können in der Karte gesetzt werden. Baudenkmale ohne Bild sind mit einem blauen Marker gekennzeichnet, Baudenkmale mit Bild mit einem grünen Marker.
- Bezeichnung: Bezeichnung des Baudenkmales
- Beschreibung: die Beschreibung des Baudenkmales. Unter § 3 Abs. 2 NDSchG werden Einzeldenkmale und unter § 3 Abs. 3 NDSchG Gruppen baulicher Anlagen und deren Bestandteile ausgewiesen.
- ID: die Objekt-ID des Baudenkmales
- Bild: ein Bild des Baudenkmales, ggf. zusätzlich mit einem Link zu weiteren Fotos des Baudenkmals im Medienarchiv Wikimedia Commons. Wenn man auf das Kamerasymbol klickt, können Fotos zu Baudenkmalen aus dieser Liste hochgeladen werden:

## Belm
| Lage                                            | Bezeichnung                                   | Beschreibung | ID       | Bild           |
| ----------------------------------------------- | --------------------------------------------- | --- | -------- | -------------- |
| Astruper Weg 50 52° 18′ 27″ N, 8° 8′ 32″ O      | Hof Jansen (Wohn-/ Wirtschaftsgebäude)        | In der Hofanlage gelegenes und diese nach Süden hin abschließender Zweiständerbau, Giebel zweimal vorkragend, Satteldach, errichtet 1940. Im Inneren die bauzeitliche, moderne Grundrisslösung und das massive Innengerüst erhalten. | 41310694 | BW             |
| Belmer Straße 1 52° 18′ 7″ N, 8° 8′ 26″ O       | Wohn-/ Wirtschaftsgebäude                     | Traufständiges Querdielenhaus, verputzter Bruchsteinbau, Wohnteil rückwärtig mit Zwerchhaus, die bauzeitlichen Öffnungen mit Sandsteinrahmung, Satteldach, erbaut wohl um 1850. Der ehemalige Wirtschaftsteil wurde nachträglich zu Gemeinderäumen der evangelisch-lutherischen Kirche umgebaut. | 41310784 | BW             |
| Belmer Straße 3 52° 18′ 5″ N, 8° 8′ 24″ O       | Christuskirche                                | Traufständige, kleine Saalkirche mit quadratischem Westturm, verputzter Bruchsteinbau, Satteldach, erbaut 1815–19 (i). Öffnungen und Eckquaderung des Kirchenschiffs aus Sandstein. Im Inneren Emporen, flachgewölbte Decke mit Deckenmalereien des 20. Jh. von H. Bücker (Hannover) sowie bewegliche Ausstattung des 18. und 19. Jh. erhalten, darunter ein Bildnis von Pastor Lasius von 1819, gefertigt von H. Neelmeyer (Osnabrück). | 41310799 | Weitere Bilder |
| Belmer Straße 11 52° 18′ 2″ N, 8° 8′ 29″ O      | Meyerhof (Wohn-/ Wirtschaftsgebäude)          | Inmitten der Hofanlage gelegenes vierständerähnliches Hallenhaus mit quergestelltem, eingeschossigen Wohnteil, massive Außenwände mit verputztem Bruchsteinmauerwerk, Eckquaderung, Öffnungen mit Sandsteinrahmung, Satteldächer, erbaut 1818/21 (i). | 41310679 | BW             |
| Belmer Straße 11 52° 18′ 1″ N, 8° 8′ 26″ O      | Meyerhof (Scheune)                            | Südwestlich des Wohn-/Wirtschaftsgebäudes gelegener Vierständerbau mit mittiger Längsdurchfahrt, Fachwerk mit verputzten Gefachen, Satteldach, erbaut 1810 (i) von Zimmermeister Kuhlmann. Das bauzeitliche Innengerüst wohl nicht erhalten. | 41332327 | BW             |
| Belmer Straße 11 52° 18′ 2″ N, 8° 8′ 26″ O      | Meyerhof (Scheune)                            | Westlich des Wohn-/Wirtschaftsgebäudes gelegener Vierständerbau mit mittiger Längsdurchfahrt, Fachwerk mit verputzten Gefachen, Satteldach, erbaut 1849 (i) von Zimmermeister Wessel. Das bauzeitliche Innengerüst wohl nicht erhalten. | 41332264 | BW             |
| Belmer Straße 11 52° 18′ 1″ N, 8° 8′ 22″ O      | Meyerhof (Einfriedung)                        | Im westlichen Bereich der Hofanlage erhaltene Einfriedung mit Bruchsteinmauer, die die Hofzufahrt linksseitig begleitet und den Wirtschaftshof seitlich begrenzt, errichtet zeitgleich mit den Wohn- und Wirtschaftsgebäudes des Hofes im 19. Jh. | 41517071 | BW             |
| Grambergweg 1 52° 18′ 10″ N, 8° 10′ 31″ O       | Hof Dreyß-Aulbert (Wohn-/ Wirtschaftsgebäude) | Giebelständig zum Stichweg gelegenes Hallenhaus als großer Zweiständerbau, Kammerfach mit Aufsprung, Satteldach, errichtet 1810 (i). Außenwände in Rasterfachwerk, Giebel mit leichter Stichbalkenvorkragung, Traufen mit profilierten Knaggen. Weitgehend erhaltenes Innengerüst. | 41310440 | BW             |
| Grambergweg 1 52° 18′ 10″ N, 8° 10′ 33″ O       | Hof Dreyß-Aulbert (Scheune)                   | Direkt am Bauerschaftsweg gelegener wuchtiger Bruchsteinbau mit dreischiffigem Grundriss, leicht außermittige Längsdurchfahrt, Öffnungen mit Sandsteinrahmung, Satteldach, errichtet 1879 (i). Die Seitenschiffe zweigeschossig, eines im EG als längserschlossener Wagenunterstand. | 41334486 | BW             |
| Grambergweg 1 52° 18′ 9″ N, 8° 10′ 32″ O        | Hof Dreyß-Aulbert (Wagenschauer)              | Östlich des Speichers gelegener Wagenschauer, Bruchsteinbau mit 4 Quereinfahrten, Satteldach, errichtet Ende des 19. Jh. | 41334514 | BW             |
| Grambergweg 17 52° 18′ 32″ N, 8° 10′ 49″ O      | Hof Wichmann/Hagebusch (Heuerhaus)            | Giebelständig zu einem kleinen Stichweg gelegenes Wohn-/Wirtschaftsgebäude, Hallenhaus als Zweiständerbau, Kammerfach mit hohem Aufsprung, Satteldach, erbaut 1825 (i) und umgebaut 1887(i) von Zimmermeister Kuhmann. Im Inneren das Gefüge vollständig erhalten. | 41310769 | BW             |
| Icker Landstraße 2 52° 18′ 39″ N, 8° 7′ 49″ O   | Hof Redecker (Speicher)                       | Direkt an der Bahnlinie gelegener, zweigeschossiger Bruchsteinbau, wohl ursprünglich verputzt, mit Sandsteingewänden, EG mit Tonnengewölbe, OG mit eigenem Zugang über Außentreppe, Satteldach, erbaut wohl in der zweiten Hälfte des 18. Jh. | 41310964 | BW             |
| Jeggener Straße 23 52° 17′ 37″ N, 8° 10′ 55″ O  | Hof Pante (Wohn-/ Wirtschaftsgebäude)         | In der Hofanlage gelegenes Hallenhaus als Vierständerbau, Kammerfach mit stockwerksartig abgezimmertem Aufsprung, Satteldach, errichtet 1828 (i – Wohngiebel) bis 1853 (i – äußeres Dielentor) von Zimmermeister Wessel. Giebel mit Stichbalkenvorkragung. Im Inneren das Gerüst erhalten. | 41310754 | BW             |
| Lindenstraße 62 52° 18′ 2″ N, 8° 8′ 29″ O       | Hof Buddendieck (Speicher)                    | Südlich der Lindenstraße, traufständig gelegener Speicher, wohl als Kirchhofspeicher aufzufassender Bau, zweistöckiger Fachwerkbau, Satteldach, errichtet 1743 (i). Am Ostgiebel ein Standerker; eingehälste Geschoss- und Dachbalken mit Knaggenvorkragung. Straßenfassade, Westgiebel und Teile des Ostgiebels wurden um 1900 massiv erneuert und verputzt. Das Gebäude dient nach Umbau heute als Wohnhaus. | 41310395 | BW             |
| Lindenstraße 64 52° 18′ 7″ N, 8° 8′ 28″ O       | Gasthaus Buddendieck                          | Giebelständiges, zweigeschossiger Wohn-/Wirtschaftsgebäude, Bruchsteinbau, giebelseitig verputzt, Öffnungen mit Sandsteinumrahmungen, Satteldach, erbaut 1810 (i). Nach einem Brand von 1869 (i) im gleichen Jahr durch Eberhard Heinrich Recker und Familie wieder aufgebaut. Das EG als dreischiffiger Wirtschaftsteil mit leicht außermittiger Längseinfahrtsdiele ausgebildet. Darüber befindet sich das Wohngeschoß. | 37566823 | BW             |
| Lindenstraße 64a 52° 18′ 7″ N, 8° 8′ 28″ O      | Hof Buddendieck (Speicher)                    | Von der Straße zurückgesetzter schmaler Fachwerkbau, Wandständerbau, Stallabschleppung links, Satteldach mit Abschleppung, errichtet 1777 (i). Wohl schon im 19. Jh. als kleines Wohnhaus genutzt. | 41310455 | BW             |
| Lindenstraße 47 52° 18′ 16″ N, 8° 8′ 10″ O      | Ehem. Zigarrenfabrik                          | In Ecklage an Lindenstraße/Karl-Adams-Weg gelegenes zweigeschossiges Wohn- und Geschäftshaus einer ehemaligen Zigarrenfabrik, verputzter Bruchsteinbau, traufständig und siebenachsig zur Lindenstraße, giebelständig und dreiachsig zum Karl-Adam-Weg, Fenster- und Türöffnungen mit Sandsteinrahmung, Satteldach, errichtet um 1868 (i). Das korbbogiges Dielentor wieder geöffnet. | 41310814 | BW             |
| Lindenstraße 67 52° 18′ 10″ N, 8° 8′ 21″ O      | St. Dionysius (Wohn-/ Wirtschaftsgebäude)     | Von der Straße zurückgesetztes, traufständiges Gebäude über Bruchsteinsockel, verputzter hallenhausähnlicher Bau in Vierständerbauweise, drei Quereingänge im Wohnteil, Öffnungen mit Sandsteinrahmungen, Krüppelwalmdach, erbaut 1841(i). | 41310829 | BW             |
| Lindenstraße 69 52° 18′ 9″ N, 8° 8′ 25″ O       | St. Dionysius (Kirche)                        | Im Südosten der Anlage gelegene, traufständige Kirche, zweijochiger Saalbau, verputzter Bruchsteinbau mit Sandsteingliederungen, gerade geschlossener Chor mit Hagioskop, erbaut Mitte bis zweite Hälfte des 13. Jh. Relativ reiche, plastische Bauzier, darunter Kleeblattbogenportal, dreiteiliges Maßwerkfenster im Chor von um 1500, zugesetztes Rundbogenportal mit Knospenkapitellen. Der unverputzte Westturm wohl noch aus dem 12. Jh. Im Inneren vierteiliges Domikalgewölbe, mittelalterliche Kapitelle und figürliche Scheitelsteine im Langhaus sowie bewegliche Ausstattung erhalten, darunter Sandsteintaufe aus der zweiten Hälfte des 13. Jh., wohl Votivtafeln aus Sandstein von 1505, überlebensgroße Holzfiguren wohl vom Snetlage-Meister von um 1520. Weitere barocke Ausstattung wie Kanzel und Westempore sowie Figuren und Standkreuz aus dem 17. Jh. erhalten. | 41319053 | Weitere Bilder |
| Lindenstraße 69a 52° 18′ 9″ N, 8° 8′ 26″ O      | St. Dionysius (Schule)                        | Nordöstlich der Kirche gelegene, eingeschossige Schule, unverputzter Bruchsteinbau, Öffnungen mit Sandstein- bzw. Ziegelrahmung, Satteldach, errichtet 1878 (i) als einklassige Volksschule. | 41310844 | BW             |
| Lindenstraße 52° 18′ 10″ N, 8° 8′ 23″ O         | St. Dionysius (Kruzifix)                      | Inmitten des Kirchplatzes gelegenes Kruzifix, Sandstein auf Postament, errichtet wohl im 19. Jh. Nachträglich vom ursprünglichen Standort an der Straße südwestlich der Kirche hierher versetzt. | 41516317 | BW             |
| Lindenstraße 71 52° 18′ 10″ N, 8° 8′ 25″ O      | St. Dionysius (Wohnhaus)                      | Nördlich der Kirche gelegenes, eingeschossiges Wohnhaus, verputzter Massivbau, Öffnungen mit Sandsteingewänden, Mansarddach, erbaut wohl Mitte des 19. Jh. als Pfarrhaus. Um 1925/30 umgebaut. | 41516271 | BW             |
| Lindenstraße 52° 18′ 9″ N, 8° 8′ 21″ O          | St. Dionysius (Einfriedung)                   | Verschiedene Mauerzüge aus Bruchsteinmauerwerk, die das Gelände um Kirche, Pfarrhaus und Gemeindehaus zusammenfassen und zur Straße abschließen, errichtet wohl bis Anfang 20. Jh. | 41516245 | BW             |
| Lindenstraße 52° 18′ 9″ N, 8° 8′ 17″ O          | Friedhof (Ehrenhain)                          | Unmittelbar an der Lindenstraße, leicht erhöht und mit Freitreppe gelegener Ehrenhain, mit verschiedenen, teils aufwendig gestalteten Gedenksteinen und Grabmalen für die Gefallenen im Deutsch-Französischen Krieg (1870/71) und beiden Weltkriegen (1914/18 und 1939/45). | 41517023 | BW             |
| Lindenstraße 52° 18′ 8″ N, 8° 8′ 17″ O          | Friedhof (Erbbegräbnis)                       | An die südliche Friedhofsmauer gelegene Grabstelle, mit 16 Grabsteinen, von niedriger Bruchsteinmauer mit Eisenzaun eingefasst. Einzelne Grabsteine des 19. und 20. Jh., vorwiegend aus Naturstein, teils mit Postament, Vasenbekrönung und Akroterien. | 35494901 | BW             |
| Lindenstraße 52° 18′ 9″ N, 8° 8′ 13″ O          | Friedhof (Einfriedung)                        | Um den alten Teil des Friedhofes Belm umlaufende Einfriedung, Bruchsteinmauer mit Sandstein-Torpfeilern und Eisentor nordöstlich, errichtet wohl Ende 19. Jh. | 41517042 | BW             |
| Lindenstraße 171 52° 18′ 13″ N, 8° 10′ 41″ O    | Hof Ahlebrandt (Wohn-/ Wirtschaftsgebäude)    | Leicht von der Straße zurückgesetztes großes Hallenhaus in Vierständerbauweise aus verputzten Massivaußenwänden, Satteldach, mit quergestelltem, zweigeschossigem Wohnteil, Krüppelwalmdach, erbaut 1912 (i). Öffnungen mit Naturstein- bzw. Putzrahmung. | 39074905 | BW             |
| Lindenstraße 171 52° 18′ 12″ N, 8° 10′ 40″ O    | Hof Ahlebrandt (Stall)                        | Westliches des Haupthauses gelegener Stall, Massivbau, verputzt, im hinteren Bereich zweigeschossiger speicherähnlicher Ausbau, Satteldächer, erbaut wohl gleichzeitig mit dem Haupthaus 1912. | 39075443 | BW             |
| Lindenstraße 171 52° 18′ 11″ N, 8° 10′ 41″ O    | Hof Ahlebrandt (Scheune)                      | Direkt an der Straße gelegener Fachwerk-Wandständerbau in Vierständerbauweise mit aufgelegten Dachbalken und Stichbalkenlage zu den Giebeln, erbaut 1805(i). Mittige Längsdurchfahrt, das vordere Tor in Zweitverwendung von 1607(i) wohl vom alten Haupthaus. Im rechten Seitenschiff niedrigere Wagenschauerlängsdurchfahrt. | 39093837 | BW             |
| Lindenstraße 171 52° 18′ 11″ N, 8° 10′ 40″ O    | Hof Ahlebrandt (Wagenschauer)                 | Südwestlich des Haupthauses gelegener Wagenschauer, schmaler Bau z. T. in Fachwerk, z. T. mit verputzten Massivwänden, die Hoffront in Einfahrtstore aufgelöst, Satteldach, erbaut wohl gleichzeitig mit Haupthaus und Stall 1912. | 39099624 | BW             |
| Lindenstraße 171 52° 18′ 13″ N, 8° 10′ 35″ O    | Hof Ahlebrandt (Einfriedung)                  | Umlaufende Hofeinfriedung, vermörtelte Bruchsteinmauer, errichtet wohl Anfang 20. Jh. In den Einfahrtswangen eingemauerte Reste eines Grabsteins von 1797(i). | 39099519 | BW             |
| Mühlenweg 2 52° 18′ 54″ N, 8° 9′ 34″ O          | Gut Astrup (Gutsmühle und Müllerhaus)         | Südöstlich des Guts Astrup gelegenes ehemaliges Müllerwohnhaus, Dreiständerbau mit linksseitiger Kübbung, Fachwerk mit verputzten Gefachen, Satteldach mit Vollwalm westlich, errichtet um 1780 zusammen mit der Mahl- und Ölmühle. Am Wohngiebel hoher Bruchsteinsockel, hier wohl früher das Mühlenrad. Flett und Kammerfach zu Wohnzwecken umgebaut. | 41310530 | BW             |
| Oberfeldsweg 1 52° 18′ 21″ N, 8° 10′ 32″ O      | Hof Wichmann (Scheune)                        | Östlich des Hauptgebäudes der Hofanlage gelegene Scheune, Vierständerbau mit außermittiger Längsdurchfahrt, Satteldach, errichtet 1776 (i) durch Meister Blanke für Bauherr Wichmann. Giebel mit Stichbalken-, darüber mit flacher Knaggenvorkragung. Im Inneren das Innengerüst unverändert erhalten. | 41310485 | BW             |
| Wellinger Weg 4 52° 18′ 8″ N, 8° 11′ 13″ O      | Hof Möller (Heuerhaus)                        | Giebelständiges Wohn-/Wirtschaftsgebäude, Hallenhaus, Zweiständerbau, Fachwerk mit verputzten Gefachen, Satteldach, errichtet 1844 (i) durch Zimmermeister Wessel. Giebel mit Stichbalken-, darüber mit flacher Knaggenvorragung. Ein unverändertes Innengerüst erhalten. | 41310515 | BW             |
| Zum Ziegelmeister 11 52° 18′ 55″ N, 8° 8′ 18″ O | Gut Astrup (Heuerhaus)                        | Traufständiges Wohn-/Wirtschaftsgebäude, Hallenhaus, Zweiständerbau in Unterrähmgefüge, Satteldach, errichtet ca. 1750 als Heuerhaus zum Gut Astrup. Flettdielengrundriss und Innengerüst mit Luchtbalken weitgehend erhalten, das Außenfachwerk jünger. | 41310649 | BW             |

## Icker
| Lage                                             | Bezeichnung                                       | Beschreibung | ID       | Bild           |
| ------------------------------------------------ | ------------------------------------------------- | --- | -------- | -------------- |
| Espowe 5 52° 20′ 53″ N, 8° 6′ 29″ O              | Hof Brockmann (Wohn-/ Wirtschaftsgebäude)         | In der Hofanlage gelegenes Haupthaus eines großen Vollerbenhofes, vierständerbauähnliches Hallenhaus mit erhaltenem Innengerüst, Außenwände in Bruchsteinbauweise, Öffnungen mit Sandsteinrahmung, Kammerfach auf Kellersockel und mit schmalen Abschleppungen, Satteldach, erbaut 1895 (i) als typischer Vertreter der seit den 1860er Jahren ausschließlich mit Bruchsteinaußenwänden errichteten Neubauten.                                                                                   | 41310664 | BW             |
| Haster Straße 43 52° 18′ 26″ N, 8° 6′ 38″ O      | Hof Kuhlmann (Speicher)                           | Westlich des Hauptgebäudes gelegener, zweigeschossiger Speicher, verputzter Bruchsteinbau mit Sandsteinfenster- und -türgewänden, Satteldach, erbaut 1862 (i) von der Familie W.F. Kuhlmann. Südgiebel mit Außentreppe zum OG. | 41310949 | BW             |
| Hunteburger Straße 13 52° 22′ 9″ N, 8° 6′ 54″ O  | Hof Schwartz (Wohn-/ Wirtschaftsgebäude)          | Giebelständig zum Stichweg gelegenes Haupthaus eines Erbkötters, Hallenhaus als Zweiständerbau mit Fachwerkaußenwänden mit Ziegelausmauerung, Kammerfach mit Aufsprung und schmalen seitlichen Abschleppungen, Satteldach, erbaut 1865 (i). | 41310874 | BW             |
| Hunteburger Straße 13 52° 22′ 7″ N, 8° 6′ 55″ O  | Hof Schwartz (Allee)                              | Kurze, von der Straße axial auf das Wohn-/Wirtschaftsgebäude und den Wirtschaftshof zuführende Allee, Eichen, entstanden wohl im Zusammenhang mit der Hofanlage im 19. Jh. | 41334784 | BW             |
| Hunteburger Straße 17 52° 22′ 21″ N, 8° 7′ 31″ O | Hof Meier zu Weghorst (Wohn-/ Wirtschaftsgebäude) | Traufständig zum Stichweg gelegenes Haupthaus eines Einzelhofes, stattlicher Zweiständerbau in Unterrähmgefüge, Satteldach, umgebaut 1863 (i), das Kerngerüst wohl aus dem 18. Jh. Kammerfach mit hohem Kellersockel in Bruchsteinbauweise, Außenwände sonst in engmaschigem Rasterfachwerk, Giebeldreiecke horizontal verbrettert. | 41310410 | BW             |
| Hunteburger Straße 22 52° 22′ 10″ N, 8° 7′ 47″ O | Hof Steinbrink (Wohn-/ Wirtschaftsgebäude)        | Im nördlichen Bereich der Hofanlage gelegenes Wohn-/Wirtschaftsgebäude, Haupthaus eines Markkötters, Hallenhaus als Zweiständerbau, Kammerfach mit Aufsprung, Außenwände in Fachwerk, Satteldach, erbaut Ende des 18. Jh. | 41310889 | BW             |
| Icker Kirchweg 1 52° 20′ 20″ N, 8° 6′ 54″ O      | Kirche Mater dolorosa                             | Neobarocke Kirche, Saalbau mit eingezogenem 7/8-Chorschluss und rechtsseitigem Chorflankenturm, Wandflächen zwischen breiten gliedernden Bruchsteinpartien geputzt, erbaut 1922/23. Im Innern Teile der Ausstattung des Vorgängerbaus aus dem 17. Jh. erhalten, darunter ein Passionsaltar. | 41335344 | Weitere Bilder |
| Icker Kirchweg 1 52° 20′ 19″ N, 8° 6′ 56″ O      | Pfarrhaus                                         | Traufständiges, anderthalbgeschossiges Pfarrhaus, Massivbau im sog. Heimatstil, Krüppelwalmdach mit Zwerchhaus im Westen, erbaut 1911(i) für und von Georg Meyer. Malerische Wirkung durch kleine Ausbauten und die kombinierte Verwendung von Bruchstein-, Putz- und Fachwerkwandflächen. | 41310904 | BW             |
| Im Gattberg 19 52° 19′ 22″ N, 8° 8′ 16″ O        | Hof Droste (Wohn-/ Wirtschaftsgebäude)            | In der Hofanlage gelegenes Hallenhaus als Zweiständerbau, Fachwerk mit verputzten Gefachen, Traufenrähm mit profilierten Knaggen, Satteldach, errichtet 1751(i). Die Giebelvorkragung wohl schon im 19. Jh. entfernt. | 41311069 | BW             |
| Lechtinger Straße 59 52° 20′ 30″ N, 8° 7′ 42″ O  | Hof Drehlmann (Heuerhaus)                         | Traufständiges Wohn-/Wirtschaftsgebäude, Hallenhaus in Zweiständerbauweise, Fachwerk mit verputzten Gefachen, Kammerfach mit Aufsprung, Satteldach, erbaut 1818 (i). Das Innengerüst und der Flettdielengrundriss unverändert erhalten. | 41310919 | BW             |
| Lechtinger Straße 61 52° 20′ 32″ N, 8° 7′ 34″ O  | Hof Drehlmann (Heuerhaus)                         | Giebelständiges Wohn-/Wirtschaftsgebäude, Hallenhaus in Zweiständerbauweise, Außenwände in Fachwerk, Gefache verputzt, Satteldach, erbaut Anfang des 19. Jh. Das Innengerüst weitgehend unverändert. | 41310500 | BW             |
| Osterstraße 40 52° 20′ 36″ N, 8° 6′ 54″ O        | Heuerhaus                                         | Traufständiges Wohn-/Wirtschaftsgebäude, Hallenhaus in Vierständerbauweise mit Bruchsteinaußenwänden, Öffnungen mit Ziegeleinfassung, Satteldach, erbaut 1902 (i). Am Wirtschaftsgiebel links ein kleiner Stallvorbau. | 41310934 | BW             |
| Power Weg 69 52° 18′ 44″ N, 8° 6′ 22″ O          | Hof Meyer-Osterhues (Wohn-/ Wirtschaftsgebäude)   | Im nördlichen Bereich der Hofanlage gelegenes Wohn-/Wirtschaftsgebäude, Hallenhaus in Vierständerbauweise mit Bruchsteinaußenwänden, Öffnungen mit Ziegelrahmung, Satteldach, errichtet 1907 (i). | 41310979 | BW             |
| Power Weg 69 52° 18′ 43″ N, 8° 6′ 21″ O          | Hof Meyer-Osterhues (Stall)                       | Südwestlich an das Hauptgebäude anschließender mehrflügeliger Stallanbau, Bruchsteinbau mit Ziegelgliederung, Satteldächer, errichtet 1922 (i). | 41336427 | BW             |
| Power Weg 89 52° 19′ 36″ N, 8° 6′ 37″ O          | Hof Niederrielage (Wohn-/ Wirtschaftsgebäude)     | Im südlichen Bereich der Hofanlage gelegenes Haupthaus eines großen Vollerben-Einzelhofes, Hallenhaus in Zweiständerbauweise, Kammerfach mit Aufsprung, Satteldach, erbaut 1752 (i). Die Dielenverlängerung bzw. Wirtschaftsgiebelerneuerung (mit leichter Stichbalkenvorkragung) wohl aus der Mitte des 19. Jh. Das Innengerüst und das Raumgefüge mit Scherwand weitgehend erhalten. Zudem Kaminsteine von 1850 (i) erhalten.                                                                  | 41310994 | BW             |
| Power Weg 99 52° 19′ 46″ N, 8° 7′ 22″ O          | Hof Rehling (Wohn-/ Wirtschaftsgebäude)           | Im Winkel einer Straßenkreuzung gelegenes, traufständiges Haupthaus einer Neubauernstelle, Querdielenhaus in Fachwerkbauweise, die untere Front des Wirtschaftsgiebels und die anschließende rückwärtige Ecke in Bruchsteinbauweise, Satteldach, erbaut 1881(i) vom Bauherren selbst, dem Zimmermeister Adam Heinrich Rehling. | 41310619 | BW             |
| Schamelweg 4 52° 19′ 6″ N, 8° 8′ 0″ O            | Hof Schamel (Wohn-/ Wirtschaftsgebäude)           | Giebelständig zum Stichweg gelegenes Haupthaus einer Einzelhofanlage als stattlicher Vierständerbau, Fachwerk mit verputzten Gefachen, Satteldach, errichtet 1879 (i). Das Innengerüst ist vermutlich zum Teil von einem zweiständrigen Vorgängerbau übernommen worden, aber weitgehend im Original erhalten. Das Kammerfach mit zweistöckig abgezimmertem Aufsprung. Den Hof begrenzt im Westen, Norden und Osten eine Bruchsteineinfriedung, im Süden sind die ehemaligen Torpfeiler erhalten. | 41311009 | BW             |

## Vehrte
| Lage                                            | Bezeichnung                                 | Beschreibung | ID       | Bild |
| ----------------------------------------------- | ------------------------------------------- | --- | -------- | ---- |
| Am Hager Hof 1 52° 20′ 20″ N, 8° 9′ 40″ O       | Hager Hof (Wohn-/ Wirtschaftsgebäude)       | Inmitten der ehemaligen Einzelhofanlage gelegenes Hallenhaus als Zweiständerbau in Umterrähmgefüge, Kammerfach mit Aufsprung, Satteldach, erbaut 1735 (oder 1731?, i). Vorschauerfach mit Stichbalken und Giebel in der ersten Hälfte des 19. Jh. erneuert (ursprünglich Knaggenvorkragung). Im Inneren das alte Gerüst, das Raumgefüge sowie das Feuerrähm von 1735 (i) nachträglich stark verändert. | 41310724 |      |
| Am Hager Hof 1 52° 20′ 21″ N, 8° 9′ 39″ O       | Hager Hof (Speicher)                        | Im Norden der ehemaligen Einzelhofanlage gelegener, zweistöckiger Fachwerkbau mit verputzten Gefachen, Schwellbalkenüberstände, Kehlbalken mit Knaggenvorkragung, Satteldach, errichtet wohl kurz vor 1800. | 41310470 |      |
| Bahnhofstraße 9 52° 20′ 24″ N, 8° 9′ 35″ O      | Bahnhof Vehrte                              | Südlich der Bahnlinie gelegenes Bahnhofsempfangsgebäude, Backsteinbau mit übergiebeltem zweieinhalbgeschossigen Mitteltrakt und ein- bzw. anderthalbgeschossigen Seitenflügeln, Segmentbogenfenster mit teils gestuften Gewänden, Gesimsgliederung, Satteldächer mit Freigespärre, errichtet wohl 1873 von der Cöln-Mindener-Eisenbahn. | 39093938 |      |
| Bahnhofstraße 18 52° 20′ 22″ N, 8° 9′ 34″ O     | Wohnhaus                                    | Dem Bahnhof gegenüber gelegener traufständiger, zweigeschossiger Massivbau, Putzbau mit übergiebelten Risaliten, Wandgliederung durch Lisenen, Gesimse und Fensterverdachungen, Sattel- und Walmdächer, errichtet nach 1873. | 41310590 | BW   |
| Dorfstraße 29 52° 20′ 0″ N, 8° 8′ 50″ O         | Hof Aulbert (Wohn-/ Wirtschaftsgebäude)     | Traufständiges Hallenhaus in Zweiständerbauweise, Fachwerk mit Ziegelausmauerung, Kammerfach mit Aufsprung, Satteldach, erbaut 1855 (i). | 41311024 | BW   |
| Dorfstraße 33 52° 19′ 51″ N, 8° 8′ 48″ O        | Hof Tiemeyer (Wohn-/ Wirtschaftsgebäude)    | Traufständiges vierständerbauähnliches Hallenhaus mit zweigeschossigen Flügelausbauten am Kammerfach, Bruchsteinbau mit Ziegelgliederung, Satteldach, erbaut 1891 (i). | 41310739 | BW   |
| Dorfstraße 33 52° 19′ 51″ N, 8° 8′ 49″ O        | Hof Tiemeyer (Stall)                        | Östlich des Wohn-/Wirtschaftsgebäudes gelegener massiver Ziegelbau, Satteldach, errichtet um 1925. | 41410870 | BW   |
| Dorfstraße 33 52° 19′ 52″ N, 8° 8′ 48″ O        | Hof Tiemeyer (Scheune)                      | Traufständig zur Bahnlinie gelegener Bruchsteinbau, Öffnungen teils mit Sandsteineinfassungen und teils mit Holzblockrahmen, eine Querdurchfahrt, Satteldach, erbaut wohl in der ersten Hälfte des 19. Jh. | 41338006 | BW   |
| Dorfstraße 33 52° 19′ 49″ N, 8° 8′ 47″ O        | Hof Tiemeyer (Einfriedung)                  | Weiträumig die Hoffläche umgrenzende Bruchsteinmauer mit pfeilerflankierter Hofzufahrt und Hauszugang, errichtet wohl Anfang 20. Jh. (Die mit dieser Mauer verbundene Einfriedungsmauer auf der Südseite gehört wohl zum Nachbarhof.) | 41410894 | BW   |
| Dorfstraße 39 52° 19′ 46″ N, 8° 8′ 54″ O        | Hof Siebert (Wohn-/ Wirtschaftsgebäude)     | In der Hofanlage gelegenes Haupthaus eines Vollerbenhofes, vierständerbauähnliches Hallenhaus, Wirtschaftsteil in Bruchsteinbauweise mit Gesims- und Lisenengliederung, Öffnungen mit Ziegeleinfassungen, Satteldach, erbaut 1902 (i). Zeitgleich oder wenig später quergestellter, zweigeschossiger Wohnteil in Ziegelbauweise ebenfalls mit Gesims- und Lisenengliederung, Satteldach. | 41311084 | BW   |
| Dorfstraße 43 / 43b 52° 19′ 40″ N, 8° 8′ 53″ O  | Hof Sudendorf (Wohn-/ Wirtschaftsgebäude)   | In der Hofanlage gelegenes, giebelständiges Haupthaus eines Vollerbenhofes, bestehend aus zwei Gebäuderiegeln, mit Wirtschaftsflügel in der Art eines Vierständerbaus mit mittigem Dielentor, Ziegelbau mit Bruchsteingliederung und vorkragendem Fachwerk-Giebeldreieck, erbaut 1925 (i), und zum Hof mittels Verbindungsflügel winklig vorgebautes Wohnhaus mit Halbwalm und Dachgaupen, Bruchsteinbau mit Ziegelgliederung, erbaut 1922 (i) von Fritz Sudendarp. Von der traditionellen Bauweise zwar im Prinzip abweichender, jedoch traditionelle Einzelelemente übernehmender, sich an der Heimatstilarchitektur orientierender Neubau nach dem Ersten Weltkrieg. | 41310634 | BW   |
| Dorfstraße 43a / 43c 52° 19′ 39″ N, 8° 8′ 51″ O | Hof Sudendorf (Scheune)                     | Im südlichen Bereich der Hofanlage gelegener Fachwerkbau mit ehemaliger Längsdurchfahrt, Satteldach, errichtet 1866 (i) und nachträglich weitgehend zu Wohnhaus umgebaut. | 41412158 | BW   |
| Dorfstraße 43 52° 19′ 37″ N, 8° 8′ 53″ O        | Hof Sudendorf (Einfriedung)                 | Die Hofanlage nach Westen, Süden und Osten abschließende massive Bruchsteineinfriedung, errichtet wohl in der zweiten Hälfte des 19. Jh. | 48271356 | BW   |
| Driehauser Weg 9 52° 20′ 40″ N, 8° 9′ 37″ O     | Hof Möllenbrock (Wohn-/ Wirtschaftsgebäude) | Westlich des Driehauser Wegs gelegener Gebäudekomplex, aus einem Hallenhaus entwickelte originelle und malerisch wirkende Anlage, mit vierständerbauähnlichem Bruchsteinbau mit Ziegel- und teils relativ aufwendiger Sandsteingliederung, erbaut 1884/90 (i). Nördlich der Stallflügel in Bruchsteinbauweise mit Ziegelgliederung, der mit einem polygonalen Eckturm mit Fachwerkobergeschoß abschließt. Das Kammerfach mit Wohnteil von 1923 (i) aus wuchtigem, zweigeschossigem Putzbau mit turmartig vorspringen Ecktrakten, zwischen denen eine Eingangshalle mit säulengestütztem Altan eingespannt ist.                                                          | 48271356 | BW   |
| Katzhegge 1 52° 19′ 49″ N, 8° 9′ 44″ O          | Hof Barth (Heuerhaus)                       | Traufständiges Hallenhaus in Zweiständerbauweise, Kammerfach mit eingehälsten Aufsprungbalken, Fachwerk mit verputzten Gefachen, Satteldach, erbaut wohl Ende des 18., Anfang des 19. Jh. Die Giebel wohl in der zweiten Hälfte des 19. Jh. erneuert. | 41311084 | BW   |
| Osterberg 31 52° 19′ 53″ N, 8° 9′ 51″ O         | Hof Niegengerd (Heuerhaus)                  | Traufständiges Wohn-/Wirtschaftsgebäude mit spiegelbildlich hallenhausähnlichem Raumgefüge, als frühes Beispiel für ein Doppelheuerhaus in Form eines Vierständerbaus mit unverputzten Bruchsteinaußenwänden und einfachen (kopfbandlosen) Fachwerkwänden im Innern, Satteldach, erbaut 1863 (i). | 41311099 | BW   |
| Wittekindsweg 48 52° 20′ 57″ N, 8° 9′ 35″ O     | Hof Kreimer (Wohn-/ Wirtschaftsgebäude)     | Im Norden der Bauerschaft gelegenes Haupthaus einer Neubauernstelle, Hallenhaus in Zweiständerbauweise, Kammerfach mit Aufsprung, Wirtschaftsgiebel mit Stichbalkenvorkragung, Fachwerk mit verputzten Gefachen, Satteldach, erbaut 1859 (i) durch Zimmermeister J.F. Schierbaum. | 41311114 | BW   |

### Hof Iburg
| Lage                                   | Bezeichnung               | Beschreibung | ID       | Bild |
| -------------------------------------- | ------------------------- | --- | -------- | ---- |
| Iburgshof 1 52° 19′ 34″ N, 8° 9′ 18″ O | Wohn-/ Wirtschaftsgebäude | Im Nordosten der Hofanlage und traufständig zu einem kleinen Stichweg gelegenes Hallenhaus in Zweiständerbauweise, Fachwerk mit verputzten Gefachen, Kammerfach mit Aufsprung, Satteldach, errichtet 1796 (i). Dielenverlängerung und Wirtschaftsgiebelveränderung von 1868 (i).                                                 | 41310560 | BW   |
| Iburgshof 1 52° 19′ 34″ N, 8° 9′ 16″ O | Scheune                   | Westlich des Hauptgebäudes gelegener großer verputzter Massivbau mit Zierfachwerk im Giebeldreieck, Satteldächer, erbaut 1911/1948. | 41411809 | BW   |
| Iburgshof 1 52° 19′ 33″ N, 8° 9′ 17″ O | Scheune                   | Südlich des Hauptgebäudes gelegener Wandständerbau mit ständerunterstütztem Längsunterzug und Stichbalken in den Giebelfachen, außermittige Längsdurchfahrt, rechte Traufe ursprünglich mit niedriger Einfahrt als Wagenunterstand, Fachwerk mit verputzten Gefachen, Satteldach mit Abschleppungen beiderseits, erbaut 1811(i). | 41310545 | BW   |
| Iburgshof 1 52° 19′ 34″ N, 8° 9′ 19″ O | Wagenschauer              | Südöstlich des Hauptgebäudes gelegener ehemaliger Fachwerkbau, Satteldach, errichtet 1842. Die Traufseiten massiv ersetzt, als Garage genutzt. | 41411646 | BW   |
| Iburgshof 1 52° 19′ 35″ N, 8° 9′ 17″ O | Speicher                  | Im nördlichen Bereich der Hofanlage gelegener zweigeschossiger Wandständerbau, Fachwerk mit verputzten Gefachen, Giebel mit Scheinstockwerkbildung und Dach mit Knaggenvorkragung, Satteldach, erbaut 1753 (i). | 41310709 | BW   |
| Iburgshof 1 52° 19′ 35″ N, 8° 9′ 18″ O | Einfriedung               | Die Hofanlage nach Osten hin begrenzende Bruchsteineinfriedung in zwei Mauerzügen, errichtet wohl in der zweiten Hälfte des 19. Jh. | 45737979 | BW   |